# Sonate K. 402
La sonate K. 402 (F.348/L.427) en mi mineur est une œuvre pour clavier du compositeur italien Domenico Scarlatti.

## Présentation
La sonate en mi mineur K. 402, notée Andante, est liée avec la sonate suivante. De forme symétrique et d'une grande simplicité d'organisation, chaque séquence d'une vingtaine de mesures est séparée de la suivante par un silence surmonté d'un point d'orgue. Se succède l'ouverture (dans la terminologie de Ralph Kirkpatrick) écrite en imitation, puis une transition plus virtuose d'arpèges et de triolets rapides. Kirkpatrick place cette sonate dans les numéros les plus caractéristiques et typiques de la dernière période de composition de Scarlatti. 

## Manuscrits

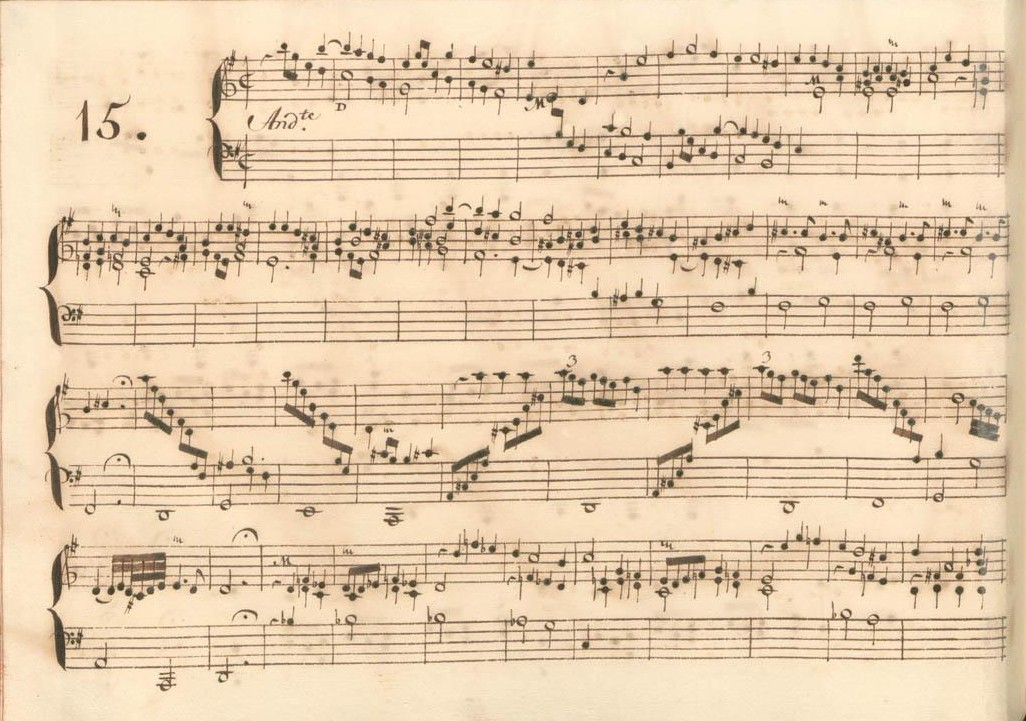
Début de la sonate, extraite du volume XI du manuscrit de Parme.

Le manuscrit principal est le numéro 15 du volume IX (Ms. 9780) de Venise (1754), copié pour Maria Barbara ; l'autre est Parme XI 15 (Ms. A. G. 31416). Les autres sources sont Münster III 47 (Sant Hs 3966) et Vienne E 42 (VII 28011 E).

## Interprètes
Au piano, la sonate K. 402 est défendue notamment par András Schiff (1987) et Christian Zacharias (MDG) ; au clavecin par Blandine Verlet (1976, Philips), Scott Ross (1985, Erato), Enrico Baiano (Symphonia), Pierre Hantaï (2015, Mirare) et Lillian Gordis (2018, Paraty). Emilia Fadini l'interprète au piano-forte (2002, Stradivarius, vol. 5).

## Sources
: document utilisé comme source pour la rédaction de cet article.
- Ralph Kirkpatrick (trad. de l'anglais par Dennis Collins), Domenico Scarlatti, Paris, Lattès, coll. « Musique et Musiciens », 1982 (1re éd. 1953 (en)), 493 p. (OCLC 954954205, BNF 34689181).
- Alain de Chambure, « Domenico Scarlatti : Intégrale des sonates — Scott Ross », p. 219, Erato (2564-62092-2), 1985 (OCLC 891183737) ..